# Julius Herweg

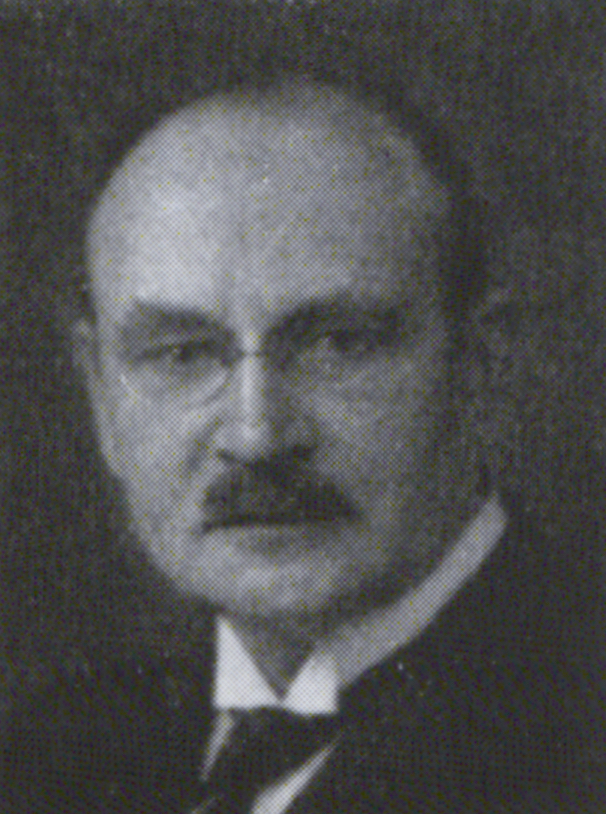
Julius Herweg, um 1931

August Julius Herweg (* 17. Oktober 1879 in Helmstedt; † 26. Januar 1936 in Bad Reichenhall) war ein deutscher Physiker und Hochschullehrer.

## Leben
Herweg legte das Abitur in Helmstedt ab und studierte Mathematik und Physik in Göttingen, Berlin und Würzburg. 1905 promovierte er an der Universität Würzburg mit der Dissertation »Beiträge zur Kenntnis der Ionisation durch Röntgen-Kathodenstrahlen« zum Dr. phil. 1907 habilitierte er sich an der Universität Greifswald bei Gustav Mie mit der Arbeit »Über die Herabsetzung des Funkenpotentials durch Bestrahlung der Funkenstrecke mit Kathodenstrahlen«. Seit 1913 führte er den Professorentitel. Von 1914 bis 1918 diente er im Ersten Weltkrieg, zunächst als Regimentsadjutant in Stettin, dann in der Entwicklungsabteilung für Telegraphie. 1917 habilitierte er sich nach Halle um. 1920 erhielt er dort einen Lehrauftrag für Forschungsmethoden der neuesten Physik, 1921 wurde er zum nichtbeamteten außerordentlichen Professor ernannt. 1923 wurde er planmäßiger außerordentlicher Professor für Hochfrequenzphysik, Grundzüge der Physik und Photographie an der TH Hannover. Zugleich lehrte er theoretische Physik. Ab 1924 war er Vorstand des von ihm gegründeten Instituts für Hochfrequenzphysik, lehrte drahtlose Telegraphie und Telephonie und führte Praktika für Fernmeldetechniker und Starkstromtechniker durch. 1929 wurde er zum persönlichen ordentlichen Professor ernannt und 1935 emeritiert. Im November 1933 unterzeichnete er das Bekenntnis der deutschen Professoren zu Adolf Hitler.

## Schriften
- Die Elektronentheorie, 1908
- Beiträge zur Kenntnis der Ionisation durch Röntgen- und Kathodenstrahlen, 1923